# 막심 무힌
막심 안드레예비치 무힌(러시아어: Максим Андреевич Мухин, 2001년 11월 4일 ~ )은 CSKA 모스크바와 러시아 국가대표팀에서 수비형 미드필더로 활약하는 러시아의 프로 축구 선수이다.

## 구단 경력
그는 2020년 11월 8일, 디나모 모스크바와의 경기에서  로코모티브 모스크바 소속으로 러시아 프리미어리그에 데뷔했다.
2021년 5월 28일, 그는 CSKA 모스크바와 5년 계약을 체결했다.

## 국가대표팀 경력
그는 2021년 3월, 몰타, 슬로베니아, 슬로바키아와의 2022년 FIFA 월드컵 예선 전에서 처음으로 러시아 국가대표팀에 소집되었다. 그는 19세의 나이에 러시아를 대표한 적이 없으며, 당시 러시아 프리미어리그에서 5번의 선발 출전만 있었음에도 불구하고 소집되었다. 그의 수비형 미드필더 포지션에 있던 다른 선수들 중 일부가 부상을 입었고, 다른 잠재적인 교체 선수들도 이미 2021년 UEFA U-21 축구 선수권 대회 대표팀에 등록되어 있었기 때문에 U-21 유로 대표팀 일정은 2022년 FIFA 월드컵 예선 일정과 겹쳤다. 그는 2021년 3월 27일, 슬로베니아와의 경기에서 리파트 제말레트디노프와 교체되어 87분에 데뷔했다.
2021년 5월 11일, 그는 UEFA 유로 2020 예비 연장 30인 명단에 포함되었다. 2021년 6월 2일, 그는 최종 명단에 포함되었다. 그는 핀란드를 이기고 벨기에와 덴마크에 패하면서 러시아의 조별 리그 세 경기 모두에서 후반 교체 선수로 출전했다.

## 수상
로코모티브 모스크바
- 러시아 컵 : 2020–21[9]

CSKA 모스크바
- 러시아 컵 : 2022–23[10]